# ۲۱۰ (قمری)
۲۱۰ (قمری)، دویست و دهمین سال در گاهشماری هجری قمری است. اول محرم این سال برابر با بیست و هشتم آوریل سال ۸۲۵ میلادی است.